# NGC 7008
NGC 7008, aussi nommée Nébuleuse du Fœtus,, est une nébuleuse planétaire située dans la constellation du Cygne. NGC 7008 a été découverte par l'astronome germano-britannique William Herschel en 1787.

## Observation
Avec une magnitude visuelle apparente de 10,3, on doit utiliser un télescope dont l'ouverture est d'au moins 150 mm pour l'observer.

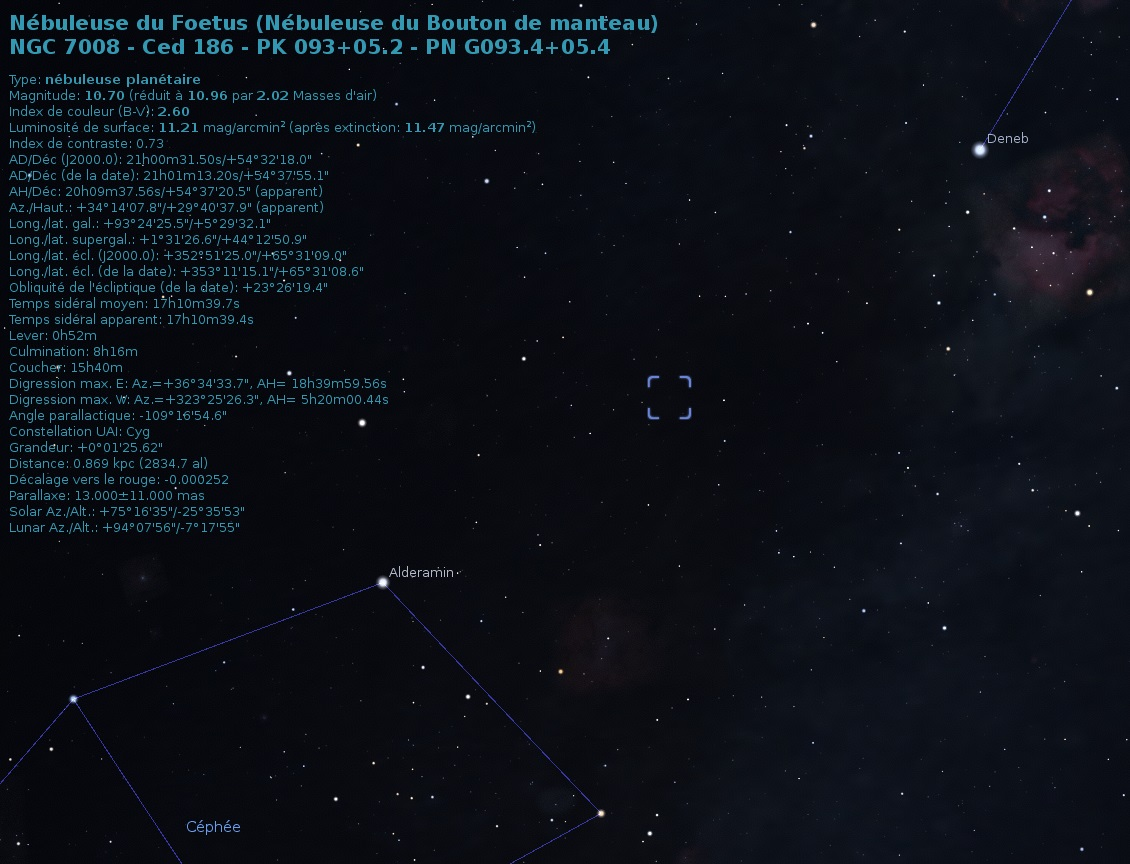
Emplacement de NGC 7008 dans la constellation du Cygne près de la frontière de la constellation de Céphée.

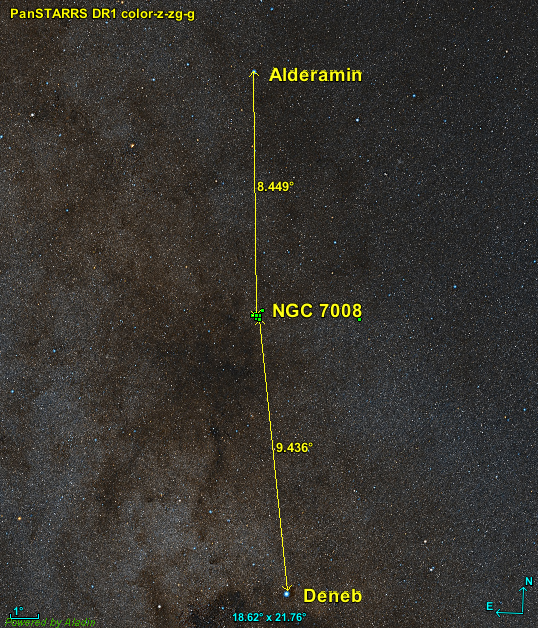
Position de NGC 7008 par rapport à deux étoiles.

NGC 7008 est située à environ 8,4 degrés presque directement au sud d'Aldéramin (Alpha Cephei) et à environ 9,4 degrés presque directement au nord de Deneb, éloignée de toute étoile brillante importante. Elle risque d'être difficile à localiser sans un télescope muni d'une monture autoguidée. 

## Caractéristiques

### Distance, taille et vitesse
Deux distances très semblables sont indiquées sur la base de données Simbad : 0,876 ± 0,175 kpc (∼2 860 al) et environ 869 pc (∼2 830 al). Puisque sa taille apparente est de 1,43′,, un calcul rapide montre que son envergure est égale à 1,19 ± 0,24 al. Une seule valeur de la vitesse est indiquée sur Simbad : −73 km/s,.

### Étoile centrale
La température de l'étoile centrale serait de 118 000 K, son rayon serait égal à 0,17 {\displaystyle R_{\odot }} et sa luminosité atteindrait 5010 {\displaystyle L_{\odot }} ({\displaystyle log(L/L_{\odot })=3,70}). Ces données sont cependant à vérifier, car un article plus récent (2014) sur la nébuleuse planétaire NGC 246 suggère que NGC 7008 pourrait elle aussi contenir en son centre un système stellaire triple.

## Galerie

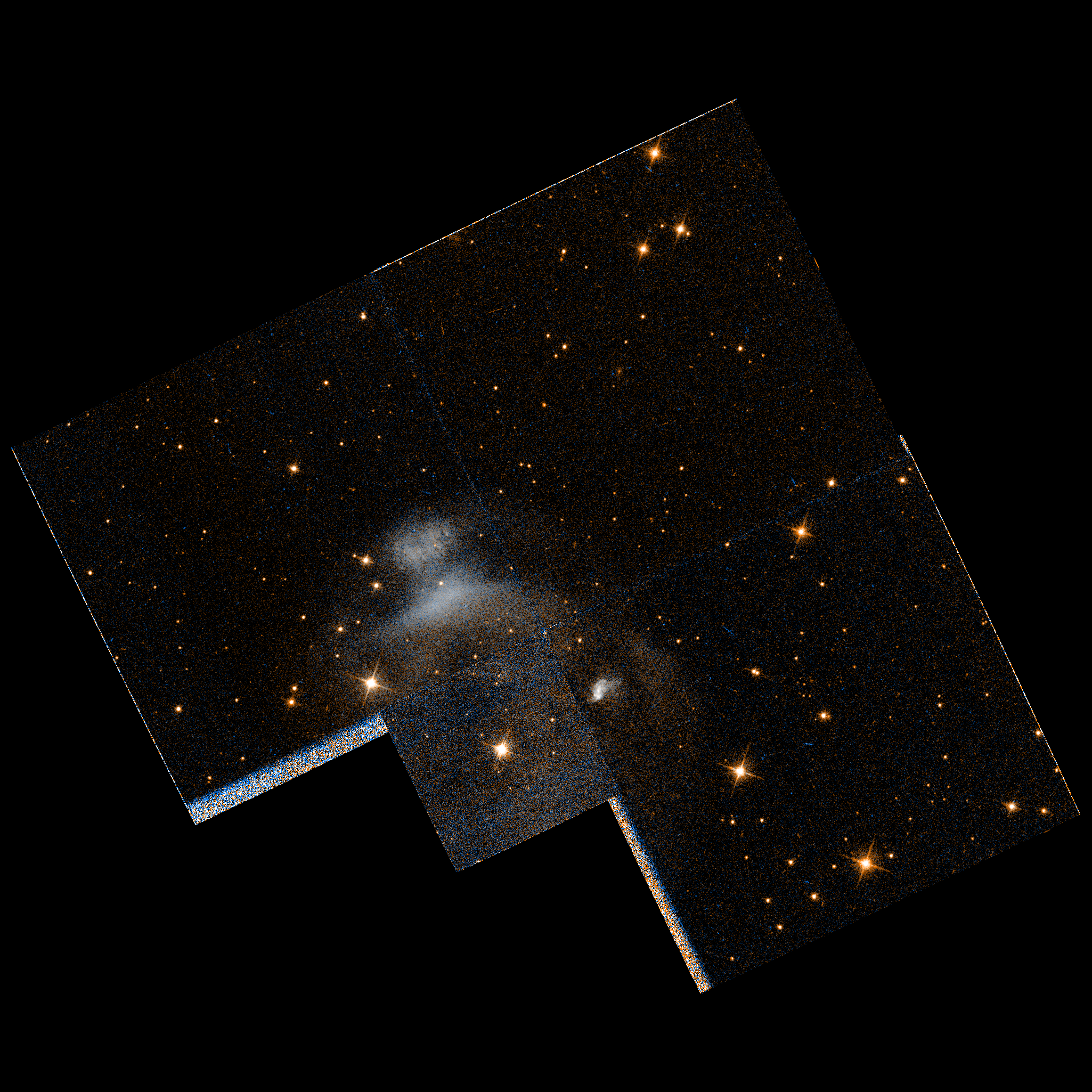
NGC 7008 imagée par le télescope spatial Hubble.
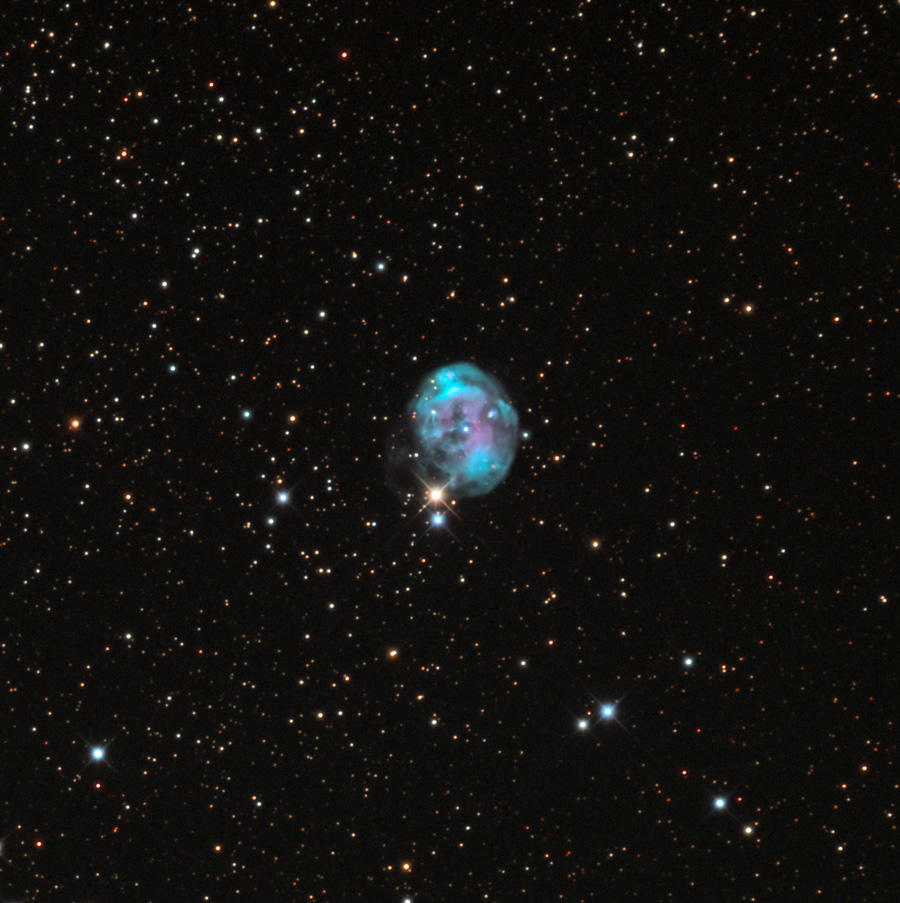
NGC 7008 par Adam Block (Observatoire du mont Lemmon/Université de l'Arizona).
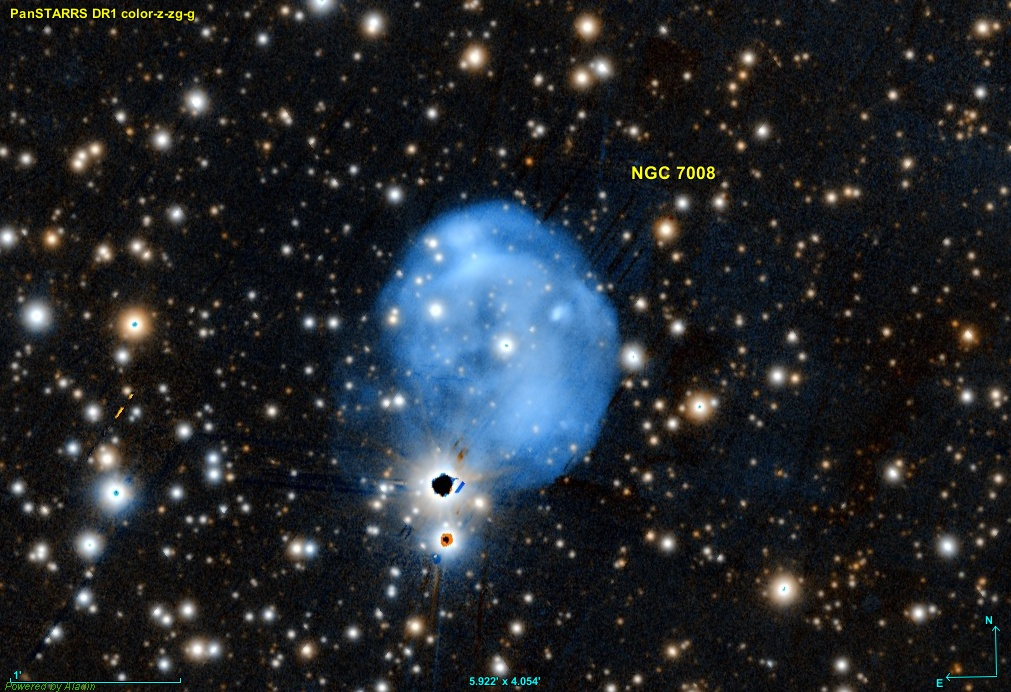
NGC 7008 par le relevé Pan-STARRS.
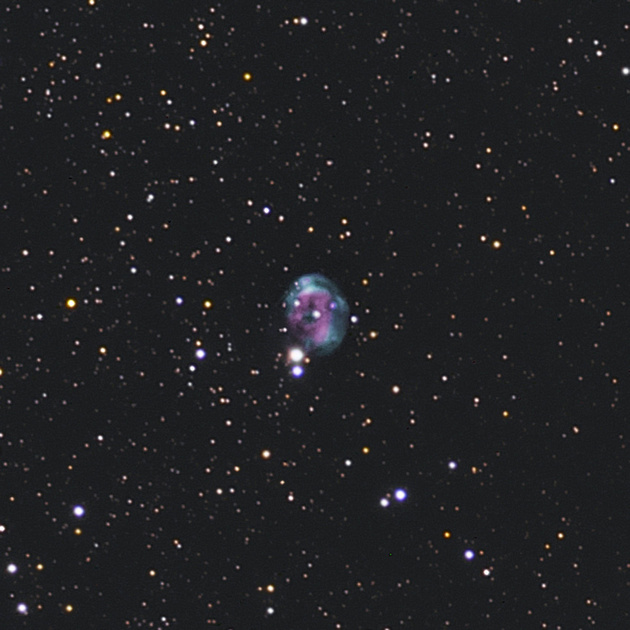
NGC 7008 photographiée par un astronome amateur.